# 화학요법

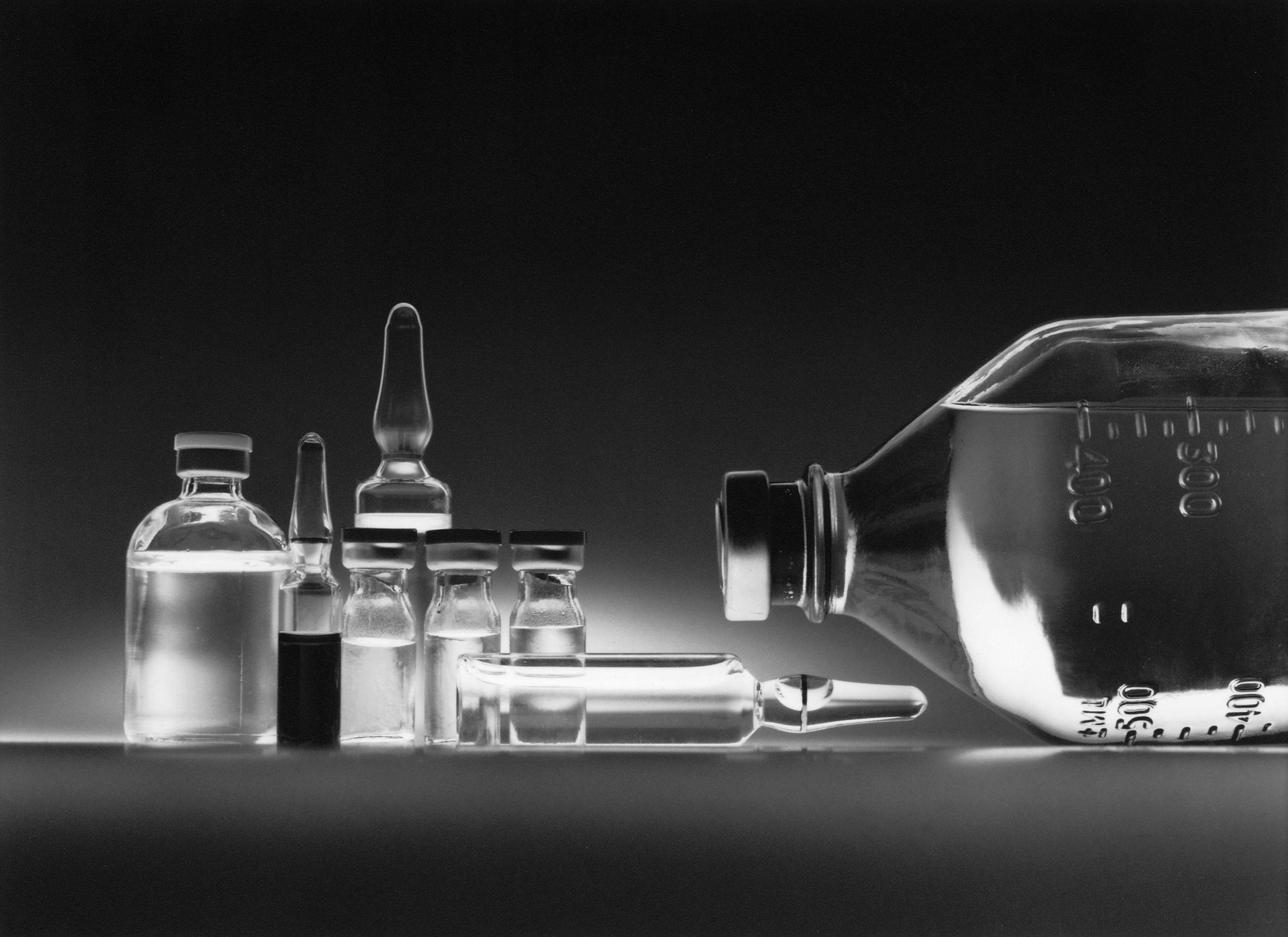

화학요법(chemotherapy)은 특정 질환의 치료를 위해 화학물질을 사용하는 행위와 그때 사용되는 약물 전체를 총칭한다. 그러나 현대에서 화학요법이란 단어는 주로 암의 치료를 위한 화학물질과 그 사용 방법을 말한다.
종양학적 용도 외에도 화학요법은 파울 에를리히의 에르페나민과 뒤이어 도마크가 개발한 설폰아미드계 항생물질과 플레밍이 발견한 페니실린 등의 항생물질(항균요법)을 의미하기도 한다. 이러한 종류의 화학요법에 대해서는 관련 항목을 참고하기 바란다.
다발성 경화증이나 류마티즘열같은 자가면역질환, 그리고 장기 이식 거부반응의 억제가 필요한 경우에도 화학요법을 처치한다.

## 역사
화학요법은 본래 목적(항암제의 개발)으로서 시작된 것이 아니다. 제1차 세계 대전 때 사용된 머스타드 가스를 제2차 세계 대전 동안 군사적 목적을 위해 연구하던 중 머스타드 가스에 사람이 노출되는 사고가 일어났고 곧이어 그들의 백혈구 수가 감소한 사실이 발견됐다. 과학자들은 머스타드 가스가 비정상적으로 신속하게 분열하는 백혈구와 유사한 암세포에도 유사한 효과를 나타낼 것으로 생각하고 1942년 다수의 림프종 환자에게 머스타드 가스(NH3, NH2)를 정맥에 주사했다. 환자들의 치료에 대한 반응은 일시적이었지만 분명히 효과는 있었다. 이것을 계기로 과학자들은 암에 대해 동일 효과를 지닌 물질을 찾기 시작했다.

## 화학 요법의 원리
화학 요법이라는 말은 감염, 악성 종양, 자가 면역 질환의 치료에 사용된다. 근본적인 병인은 다르지만, 약리학적 견지에서 일반적인 치료 원칙은 매우 유사하다. 모두 선택독성(특정 종류의 생물에게만 치명적인 독성을 발휘하도록 하는 성질의 것)이라는 데 목표를 두고 있다.

## 개요
종양, 즉 암은 DNA의 손상이 일어난 세포의 무분별한 분열로 발생하며 자가면역질환은 특정 물질이나 자신의 조직에 대한 신체 면역계의 비정상적 반응으로 발생하는 질환이다. 대조적으로, 이식 거부반응은 타인의 조직을 이식받은 사람의 면역계가 공격하는 것으로 지극히 정상적인 면역 반응이지만 그 결과는 치명적이다.
포괄적으로 말해 화학요법들은 약물마다 암세포를 공격하는 방법이 다른데, 이런 암세포 억제 효과를 통틀어 세포독성(세포독 효과)이라고 한다. 신속하게 분열 과정이 진행되는 세포일수록 이 효과를 더 많이 받는다.
과학자들은 아직 면역계나 화학요법이 종양의 특징을 포착하여 목표로 삼게 하는 것에 성공하지 못했다. 이것은 신속하게 세포분열이 이루어지는 다른 조직, 즉 머리카락이나 위장 상피세포도 정상적인 상태임에도 세포독성효과를 받는다는 것이다.
모든 화학요법은 어린 세포에게 효과적으로 작용한다. 앞서 설명했듯이, 거의 모든 약물들이 세포 성장이 이루어지고 있는 동안 작용하기 때문이다. 종양 세포의 세대가 길어질수록, 즉 미분화가 진행된 세포일수록 화학요법에 대한 감수성이 떨어지게 된다. 고형암(solid tumours)의 경우 암 덩어리의 중앙에 실질적으로 분열하는 세포가 있는데 이 세포가 세포분열을 멈추게 되면 약물이 거의 작용할 수 없게 된다. 또한, 고형암의 커지는 특징이 분열중인 세포에게 약물이 도달하기 어렵게 하여 감수성을 더욱 떨어뜨린다. 이때에는 외과적 처치나 방사능 요법을 사용해야 한다.

## 종류
화학요법의 약물 종류는 크게 다음으로 나눌 수 있다:알킬화제(alkylating agents), 대사길항제(antimetabolites, 항대사제), 안트라사이클린(anthracyclines), 식물 알칼로이드, 토포아이소머라아제 저해제(topoisomerase inhibitors), 단일클론 항체(monoclonal antibodies), 그리고 그 외 몇 가지 항암제가 있다.
몇몇 신약은 DNA를 직접적으로 손상하지 않는다. 이런 신약 중 가장 대표적으로 이매티닙이 있는데, 티로신키나아제 저해제인 이매티닙 메탄 설폰산을 함유하고 있다. 이 물질은 특정 암에서 보이는 분자차원의 비정상적 동태를 목표로 설정한다. 이런 약물은 표적 치료제로 불리는데, 부작용이 거의 없으면서 뛰어난 치료 효과를 가지고 있다.
호르몬도 화학요법의 하나이다. 호르몬은 종양 세포를 직접적으로 공격하지 않고, 그것들의 세포적 동태를 변화시킨다. 다만, 항암제로서의 호르몬은 보조적 역할만을 수행하며 단일 사용은 효과적이지 않다.
하기의 약물 분류는 국제약물분류체계(Anatomical Therapeutic Chemical Classification System, ATC)를 기반으로 하고 있으며, 기재된 코드는 해당 종류의 약물을 모두 포함한다.

### 알킬화제(L01A)
알킬화제는 세포의 음성을 띤 기(基), 특히 DNA에 알킬기를 도입할 수 있는 약물들이다. 시스플라틴, 카보플라틴 그리고 옥살플라틴이 대표적인 알킬화제이다.
시클로포스파미드, 클로람부실 역시 세포의 DNA를 알킬화시켜 세포독성을 나타낸다.

### 대사길항제(L01B)
대사길항제는 체내에서 퓨린(아자치오푸린, 메르캅토푸린)이나 피리미딘처럼 인식되며 S 단계에서 DNA가 결성되는 것을 저해함으로써 세포의 미분화와 분열을 차단한다. 대사길항제는 RNA 합성도 저해한다.
대사길항제는 광범위한 악성종양에 효과를 보이기 때문에 널리 사용되고 있다.

### 식물 알칼로이드와 테르펜(L01C)
알칼로이드는 식물에서 얻어진 것으로 미세소관의 기능을 저해한다. 이리하여 유사분열의 특정 단계에서 진행할 수 없게 된다. 가장 대표적인 약물은 빈카 알칼로이드(Vinca alkaloids)와 텍산(Taxanes)이다.

#### 빈카 알칼로이드(L01CA)
빈카 알칼로이드는 튜불린이 미세소관으로 조립되는 과정을 저해한다. 이 알칼로이드들은 Vinca rosea(협죽도과의 식물)에서 얻는다.
- 빈크리스틴
- 빈블라스틴
- 비노렐빈(빈오렐빈)
- 빈데신

#### 포도필로톡신(L01CB)
식물 유래의 세포독성약물로서 에토포사이드와 테니포사이드의 주 성분으로서의 화합물을 일컫는다. 이 약물들은 세포를 G1 단계에서 S 단계로 넘어가지 못하게 한다. 정확한 작용기전은 아직 밝혀지지 않았다.
포도필로톡신은 메이애플(Podophyllum peltatum)이나 히말라야 메이애플(Podophyllum hexandrum)에서 추출하는데, 양쪽 식물이 모두 멸종 위기에 처해있다. 따라서 최근에는 이 두 식물의 유전자를 분리해 재조합 생산하는 방법을 연구하고 있다.

#### 텍산(L01CD)
텍산은 주목에서 발견된 항암물질이다. 태평양주목(Taxus brevifolia)의 가지에서 추출하며 과학자들은 유럽산주목(Taxus baccata)에서 많은 양이 발견되는 것에 주목하고 있다. 도세탁셀은 파클리탁셀의 반합성 물질이다.
미세소관의 안정성을 증가시켜 DNA를 끌어당기지 못하게 함으로 세포독성효과를 나타낸다.

#### 토포아이소머라아제 저해제(L01CB, L01XX)
제1형, 제2형 토포아이소머라아제의 기능 저해는 DNA 슈퍼코일(supercoiling)의 불가능으로 이어지며, 궁극적으로 DNA의 전사와 복제를 할 수 없게 된다.
몇몇 제1형 토포아이소머라아제 저해제는 캠토테신 유도체인 이리노테칸, 토포테칸을 포함한다. 제2형 토포아이소머라아제 저해제는 암사크린, 에토포사이드, 테니포사이드를 포함한다. 이것들은 모두 매이애플의 뿌리에서 추출되는 알칼로이드인 에피포도필로톡신의 반합성 유도체이다.

### 항암성 항생제(L01D)
신장이식에 사용되는 면역억제제인 닥티노마이신이 이 범주에 포함된다.

### 호르몬 치료
호르몬 민감성 종양, 예를 들면 유방암, 전립샘암, 난소암 등 다수의 종양들이 호르몬 치료에 반응을 보인다.

## 같이 보기
- 아포토시스
- 발암원